# Copa del Rey 1903
Die Copa del Rey 1903 war die erste offiziell anerkannte Austragung des spanischen Fußballpokalwettbewerbes.
Am Turnier nahmen drei Mannschaften teil, Athletic Bilbao, Club Español und der Madrid FC. Alle drei Partien fanden in der Hipódromo de Madrid statt. Das Turnier fand vom 6. bis zum 8. April statt und endete mit dem letzten Gruppenspiel zwischen dem Madrid FC und Athletic Bilbao. Bilbao gewann mit 3:2 und sicherte sich damit erstmals den spanischen Pokal.

## Finale Gruppenphase
Die drei Spiele wurden im Gruppenmodus ausgetragen, da der Madrid FC und Athletic Bilbao ihr erstes Spiel gegen Club Español jeweils gewannen, kam es im letzten Gruppenspiel quasi zu einem Endspiel um den Pokal.
| Datum         |                 | Ergebnis |              |
| ------------- | --------------- | -------- | ------------ |
| 6. April 1903 | Madrid FC       | 4:1      | Club Español |
| 7. April 1903 | Athletic Bilbao | 4:0      | Club Español |
| 8. April 1903 | Athletic Bilbao | 3:2      | Madrid FC    |

## Entscheidendes Gruppenspiel
| Athletic Bilbao                               | Athletic Bilbao | Madrid FC | Madrid FC |
| --------------------------------------------- | --- | --- | --------- |
| Athletic Bilbao                               | \| Abschließendes Gruppenspiel \| \| 8. April 1903 in Madrid (Hipódromo de Madrid) \| \| Ergebnis: 3:2 (0:2) \| \| Zuschauer: 5.000 \| \| Schiedsrichter: José María Soler (Barcelona) \| \| Spielbericht \| | \| Abschließendes Gruppenspiel \| \| 8. April 1903 in Madrid (Hipódromo de Madrid) \| \| Ergebnis: 3:2 (0:2) \| \| Zuschauer: 5.000 \| \| Schiedsrichter: José María Soler (Barcelona) \| \| Spielbericht \| | Madrid FC |
| Athletic Bilbao                               | Alejandro Acha – Luis Silva, Amado Arana – Enrique Goiri, George Cockram, Manuel Ansoleaga – Alejandro de la Sota, Eduardo Montejo, Juan de Astorquia , Armand Cazeaux, Walter Evans                         | Arthur Johnson – Rafael Molera, Mario Giralt – Armando Giralt, José Giralt, Enrique – Pedro Parages, Marqués de Valdeterrazo, Antonio Sánchez Neyra, Federico Revuelto , Manuel Vallarino                    | Madrid FC |
| Athletic Bilbao                               | 1:2 Cazeaux (55.) 2:2 Montejo (70.) 3:2 de la Sota (80.) | 0:1 Valdeterrazo (15.) 0:2 Neyra (40.) | Madrid FC |
| Abschließendes Gruppenspiel                   | | |           |
| 8. April 1903 in Madrid (Hipódromo de Madrid) | | |           |
| Ergebnis: 3:2 (0:2)                           | | |           |
| Zuschauer: 5.000                              | | |           |
| Schiedsrichter: José María Soler (Barcelona)  | | |           |
| Spielbericht                                  | | |           |

## Abschlusstabelle
| Pl. | Verein          | Sp. | S | U | N | Tore    | Diff. | Punkte |
| --- | --------------- | --- | - | - | - | ------- | ----- | ------ |
| 1.  | Athletic Bilbao | 2   | 2 | 0 | 0 | 007:200 | +5    | 04:0   |
| 2.  | Madrid FC       | 2   | 1 | 0 | 1 | 006:400 | +2    | 02:20  |
| 3.  | Club Español    | 2   | 0 | 0 | 2 | 001:800 | −7    | 0:40   |

Durch den Sieg im abschließenden Gruppenspiel gegen Madrid FC wurde Athletic Bilbao als Tabellenerster der erste spanische Pokalsieger.

## Siegermannschaft

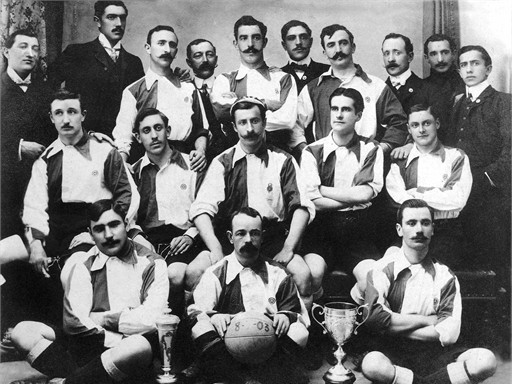
Die Siegermannschaft von Athletic Bilbao

(in Klammern sind die Spiele und Tore angegeben)
| 1.                | Athletic Bilbao |
| Logo von Athletic | - Tor: Alejandro Acha (2/-) - Abwehr: Amado Arana (2/-), Luis Silva (2/-) - Mittelfeld: Manuel Ansoleaga (2/-), George Cockram (2/-), Enrique Goiri (2/-) - Sturm: Juan de Astorquia (2/2), Armand Cazeaux (2/1), Walter Evans (2/-), Eduardo Montejo (2/1), Alejandro de la Sota (2/2) - Ersatz: Ramón Silva (0/-) - Trainer: – |

## Torschützen
| Pl. | Nat.     | Spieler                 | Verein          | Tore |
| --- | -------- | ----------------------- | --------------- | ---- |
| 1   | Spanier  | Juan de Astorquia       | Athletic Bilbao | 2    |
| 1   | Spanier  | Armando Giralt          | Madrid FC       | 2    |
| 1   | Spanier  | Alejandro de la Sota    | Athletic Bilbao | 2    |
| 4   | Franzose | Armand Cazeaux          | Athletic Bilbao | 1    |
| 4   | Spanier  | Cenarro                 | Club Español    | 1    |
| 4   | Spanier  | José Giralt             | Madrid FC       | 1    |
| 4   | Spanier  | Eduardo Montejo         | Athletic Bilbao | 1    |
| 4   | Spanier  | Antonio Sánchez Neyra   | Madrid FC       | 1    |
| 4   | Franzose | Pedro Parages           | Madrid FC       | 1    |
| 4   | Spanier  | Marqués de Valdeterrazo | Madrid FC       | 1    |

Ein Torschütze aus dem 4:0-Sieg von Athletic Bilbao gegen Club Español ist unbekannt.